# Adenowirus Ad-36
Adenowirus Ad-36 (ludzki adenowirus 36) – wirus z rodziny adenowirusów, wywołujący u ludzi infekcje dróg oddechowych, poprzednio zaliczany do podgrupy D adenowirusów.
W świetle aktualnie prowadzonych badań, wirus ten może być odpowiedzialny za rozwój otyłości u niektórych, predysponowanych ludzi. Pierwsze obserwacje dokonane były w 1982, kiedy zaobserwowano takie działanie u myszy po infekcji wirusem ptasiej nosówki (CDV), następnie zaobserwowano także taką prawidłowość u kilku gatunków małp (w tym Rhesus Macaca mulatta). Zaobserwowano, że po przebytej infekcji tym wirusem, potwierdzonym wystąpieniem serokonwersji, występuje przybór masy ciała.
Podobnych obserwacji dokonano także w przypadku adenowirusa ptasiego SMAM-1, ludzkiego adenowirusa Ad-37, wirusa ptasiej nosówki – CDV, wirusa choroby Borna -BDV i wirusa ptasiego bielactwa -RAV-7. Jednakże tylko w wypadku Ad-36 zaobserwowano tę zależność zarówno u zwierząt, jak i u ludzi.
Następnie zaobserwowano i potwierdzono taki mechanizm u ludzi.
W latach 1995–1999 w USA zaobserwowano korelację pomiędzy występowaniem otyłości a obecnością przeciwciał przeciw adenowirusowi Ad-36. Wśród osób szczupłych przeciwciała stwierdzono u 11 – 15% a wśród otyłych u 20 – 58% osób. Jednocześnie u osób z obecnością przeciwciał (zarówno u szczupłych jak i otyłych), stwierdzano niższe poziomy cholesterolu i trójglicerydów, niż w populacji osób seronegatywnych (bez przeciwciał).
Mechanizm tej współzależności nie jest poznany. Obserwuje się także geograficzne różnice tej współzależności – w Danii tylko u 5% otyłych stwierdza się obecność przeciwciał przeciwko wirusowi, a w Australii u 20%, co sugeruje wpływ typu odżywiania na przebieg infekcji adenowirusowej.
Dotychczas zaobserwowano następujące nieprawidłowości u osób zakażonych Ad-36:
- wzrost liczby adipocytów (wskutek przekształcenia z komórek macierzystych) oraz zawartości tłuszczu w ich wnętrzu
- wzrost stężenia dehydrogenazy glicero-6-fosforanowej
- spadek stężenia leptyny.